# (28405) 1999 TG13
1999 تي جي 13 (ويعرف أيضًا باسم (28405) 1999 تي جي 13 وفق تسمية الكوكب الصغير) (بالإنجليزية: 1999 TG13)‏ هو كويكب ضمن حزام الكويكبات؛ وترتيبه 28405 من حيث الاكتشاف.
اكتُشف هذا الجُرم الفلكي بواسطة تاكيشي أوراتا ‏ في 10 أكتوبر 1999.

## وصلات خارجية
- (28405) 1999 TG13 في قاعدة بيانات مختبر الدفع النفاث لأجرام النظام الشمسي الصغيرة

- الاكتشاف · مخطط المدار ·  العناصر المدارية · المعلمات المادية

- (28405) 1999 TG13 على موقع ويكي سكاي: DSS2, SDSS, GALEX, IRAS, Hydrogen α, X-Ray, Astrophoto, Sky Map, Articles and images